# Enchiridion Indulgentiarum
Der Enchiridion indulgentiarum (dt. Handbuch der Ablässe) ist das von der römisch-katholischen Kirche herausgegebene Gesamtverzeichnis aller gültigen Ablässe. Zurzeit ist die 4. Ausgabe des Ablassverzeichnisses in Kraft, die 1999 unter der Verantwortung des damals amtierenden Kardinalpräfekten der Apostolischen Pönitentiarie, William Wakefield Baum, veröffentlicht wurde.
Das Enchiridion Indulgentiarum liegt in zwei deutschen Übersetzungen vor:
- Handbuch der Ablässe, Libreria Editrice Vaticana, 2. Aufl. 2008 (142 Seiten)
- Gebete und Übungen, Rosenkranzverlag München (86 Seiten)